# Gavilea littoralis
Gavilea littoralis är en orkidéart som först beskrevs av Rodolfo Amando Philippi, och fick sitt nu gällande namn av Maevia Noemi Correa. Gavilea littoralis ingår i släktet Gavilea och familjen orkidéer. Inga underarter finns listade i Catalogue of Life.